# Бережний Віктор Михайлович
Віктор Михайлович Бережний (нар. 1916, Ростов-на-Дону, Російська імперія — пом. 23 січня 1983, Тбілісі, Грузинська РСР) — радянський футболіст, нападник. Майстер спорту СРСР (1938).

## Життєпис
Почав грати у футбол 1934 року в команді профспілки працівника зв'язку, Ростов-на-Дону. У 1935 році — у команді «Буревісник». У 1936 році грав у першості СРСР за «Динамо» Ростов-на-Дону, у 1937 році — у групі Д за «Динамо» (Єреван). У чемпіонаті СРСР виступав за команди «Динамо» Тбілісі (1938—1941, 1945—1947), ВПС Москва (1958), «Динамо» Єреван (1949), «Спартак» Тбілісі (1950). У 1951—1952 роках — у команді району імені 26 бакинських комісарів (Тбілісі).
У складі «Динамо» Тбілісі срібний призер чемпіонату СРСР 1939, 1940, бронзовий призер 1946, 1947. Фіналіст кубку СРСР 1946. У списку 55 найкращих футболістів сезону в СРСР — 1938 № 5.
Помер 1983 року.